# Malin Crépin
Malin Crépin (Stoccolma, 22 agosto 1978) è un'attrice svedese.

## Biografia
Malin Crépin nasce a Stoccolma il 22 agosto 1978. Dal 1998 al 2002 si è formata presso l'Accademia Teatrale di Malmö. Da allora è stata attiva sia allo Stockholms stadsteater che al Dramaten, a Stoccolma, apparendo nel 2006 in produzioni come Terminal 3 och Terminal 7 di Lars Norén, e Piccolo Eyolf di Henrik Ibsen. Un anno dopo ha interpretato le commedie di Jean Genet.
Crépin è attiva anche nel cinema e nella televisione, incarnando nel 2012 il ruolo della giornalista Annika Bengtzon in una serie di sei film tratti dai libri della scrittrice svedese Liza Marklund.

### Vita privata
Malin Crépin è sposata con Markus Sundström. La coppia ha avuto due figlie, Carla e Frances.

## Filmografia

### Cinema
- Miffo, regia di Daniel Lind Lagerlöf (2003)
- I skuggan av värmen, regia di Beata Gårdeler (2009)
- Cornelis, regia di Amir Chamdin (2010)
- Oslo, 31. august, regia di Joachim Trier (2011)
- Il testamento di Nobel (Nobels testamente), regia di Peter Flinth (2012)
- Sami Blood (Sameblod), regia di Amanda Kernell (2016)
- The Medium, regia di Brando Lee (2016)

### Televisione
- Lasermannen - serie TV, 1 episodio (2003)
- Upp till kamp - serie TV, (2007)
- Kommissarie Winter - serie TV, 2 episodi (2010)
- Serie Annika: Crime Reporter (2012)
  - Il testamento di Nobel, regia di Peter Flinth
  - I dodici sospetti, regia di Agneta Fagerström-Olsson
  - Studio Sex, regia di Agneta Fagerström-Olsson
  - Il lupo rosso, regia di Agneta Fagerström-Olsson
  - Finché morte non ci separi, regia di Ulf Kvensler
  - Freddo sud, regia di Peter Flinth

### Cortometraggi
- Assistanten (2003)
- Människor helt utan betydelse (2011)
- Kiruna-Kigali (2012)
- Lulu (2014)
- Nylon (2015)

## Riconoscimenti
- Festival del cinema di Stoccolma – 2008[3]
  - Premio per il miglior astro nascente
- Guldbagge Award – 2010[4]
  - Candidatura alla migliore attrice protagonista